# Везима (Ђенова)
Везима је насеље у Италији у округу Ђенова, региону Лигурија.
Према процени из 2011. у насељу је живело 77 становника. Насеље се налази на надморској висини од 15 м.